# Енишенли
Енишенли (на румънски: Văleni) е село в окръг Кюстенджа, Северна Добруджа, Румъния.

## История
До 1940 година в Енишенли има българско население, което се изселва в България по силата на подписаната през септември същата година Крайовската спогодба.